# جمعية أودوبون الوطنية
جمعية اودوبون الوطنية (بالإنجليزية: National Audubon Society)‏ هي منظمة بيئية أمريكية غير ربحية، والطيور على وجه الخصوص ومهمتها الحفاظ على أعداد الطيور المتبقية على كوكب الأرض المهاجرة منها وكذلك المقيمة. أنشئت الجمعية 1905 على يد العالم والمستكشف الأمريكي (الفرنسي الأصل) وهو مؤلف سلسلة الكتب الخاصة بالطيور جون جيمس اودوبون.